# فرانکو اینترلنگی
فرانکو اینترلنگی (انگلیسی: Franco Interlenghi؛ زادهٔ ۲۹ اکتبر ۱۹۳۱) بازیگر اهل ایتالیا است. 
از فیلم‌هایی که وی در آن نقش داشته است، می‌توان به یک خواهشی ازتون دارم، زیباترین روزها، دوستان صمیمی، خسیس، پاپ ژان پل یکم: لبخند پروردگار، ارادهٔ آنا، واکسی، ترزا، وداع با اسلحه، یوسف نجار و میراندا اشاره کرد.